# FLIRT (ジェール・ショプロン・エーベンフルト鉄道)

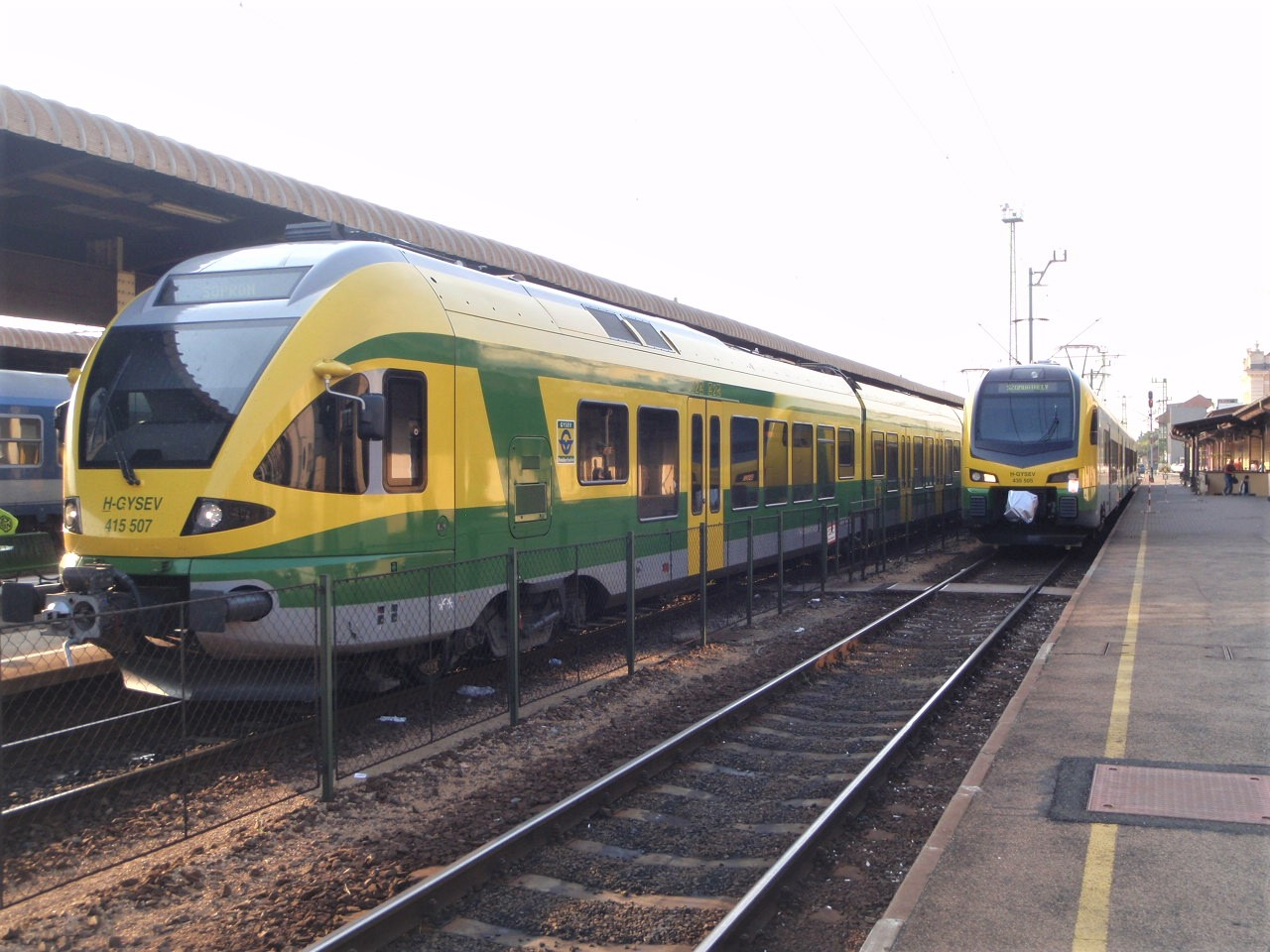
GySEVの「FLIRT」
左：415形、右：435形
（2018年撮影）

この項目では、ハンガリーに本社を置く鉄道事業者のジェール・ショプロン・エーベンフルト鉄道（以下、略称の「GySEV」と記す。）が所有する車両のうち、スイスのシュタッドラー・レールが展開するFLIRTについて解説する。2013年の営業運転開始以降、GySEVにはFLIRTの導入が継続して行われている。

## 415形
2012年、GySEVはシュタッドラー・レールとの間に、ショプロン - ソンバトヘイ - セントゴトハールド間（ショプロン - ソンバトヘイ線、ソンバトヘイ - セントゴトハールド線）の近代化及び輸送力増強の一環として、4編成の「FLIRT」の導入契約を交わした。設計最高速度160 km/hの4車体連接車で、車内は大半が床上高さを抑えた低床構造になっており、高さが低いプラットホームから段差無しでの乗降が可能となっている他、車内にはバリアフリーに適したトイレが設けられている。また、車内には最新の情報案内システムや冷暖房双方に適応した空調、自転車の設置に対応したフリースペースが備わっている。乗降扉の数については、乗降の迅速さや容易さを重視した事から先頭車体に左右1箇所、中間車体に左右2箇所、合計左右6箇所づつとなっている
「415形」の形式名が与えられた最初の編成は2013年にGySEVに搬入され、試運転を経て同年12月に実施されたダイヤ改正から営業運転を開始し、2014年までに1次発注分の納入が完了した。一方、それに先立つ2013年3月には、ハンガリー国鉄との共同案件として6編成の追加発注が実施され、こちらは2014年から2015年にかけて導入が実施された。これにより、2024年時点で415形は10編成（415 500 - 415 509）が在籍する。

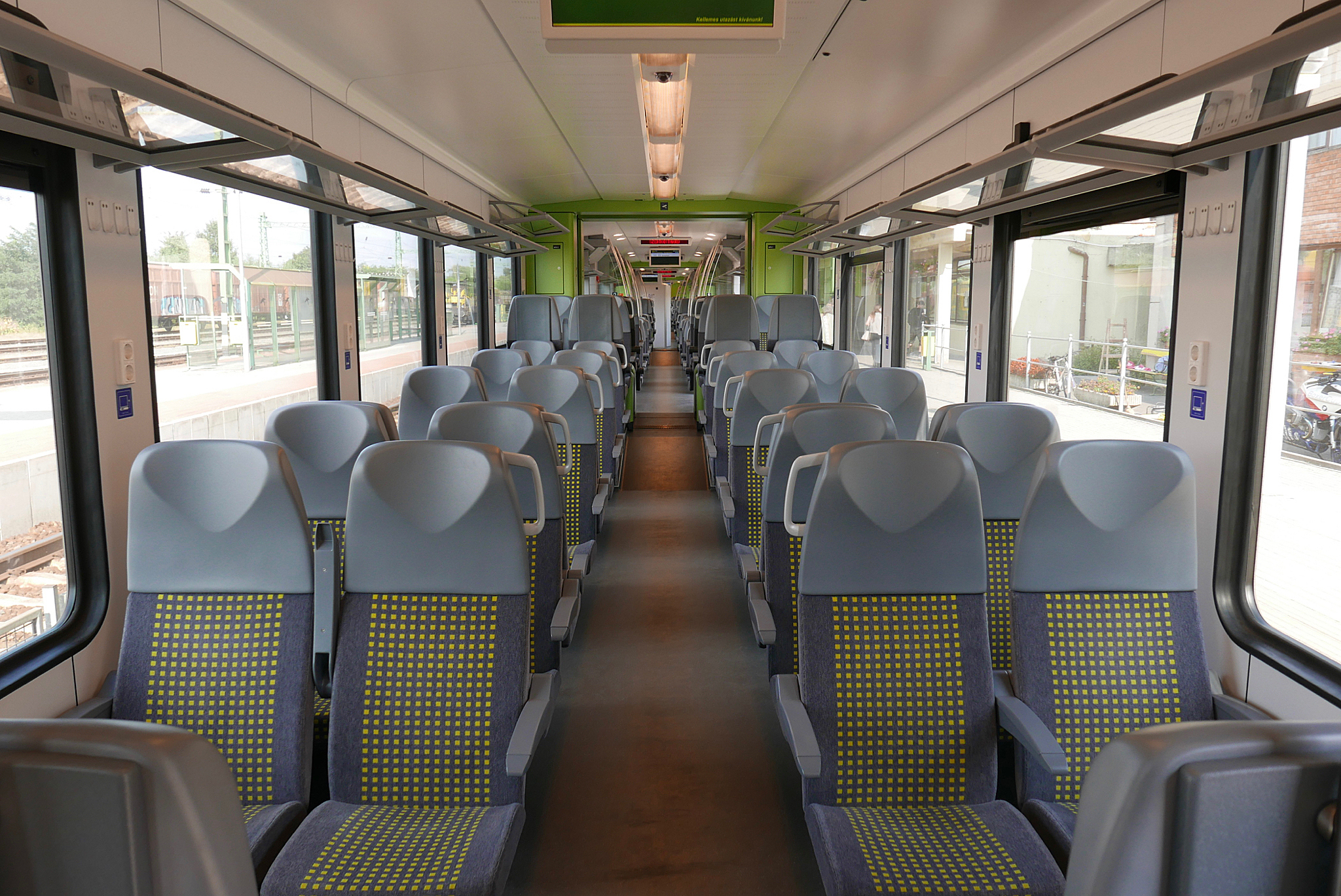
車内
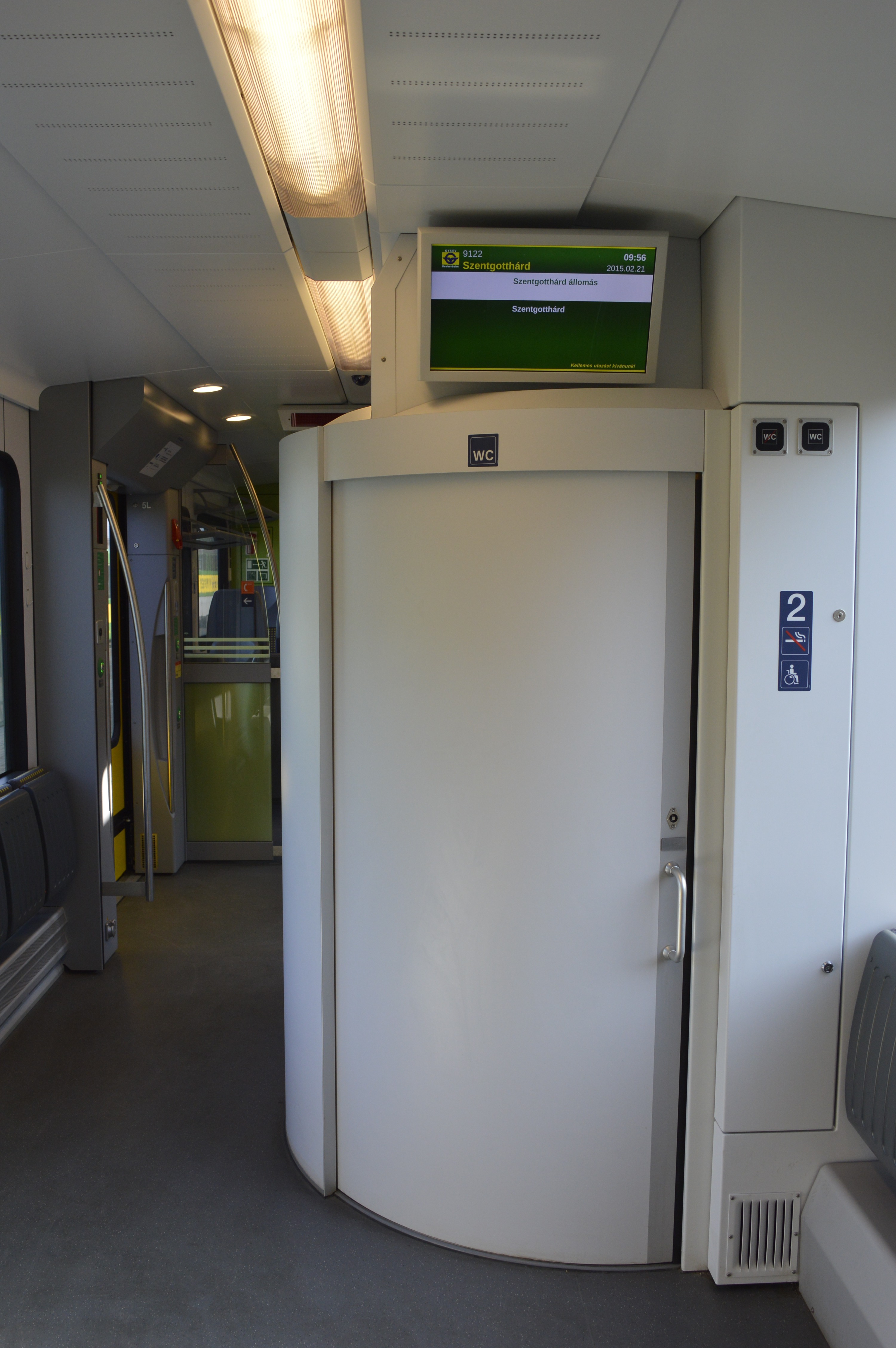
列車便所
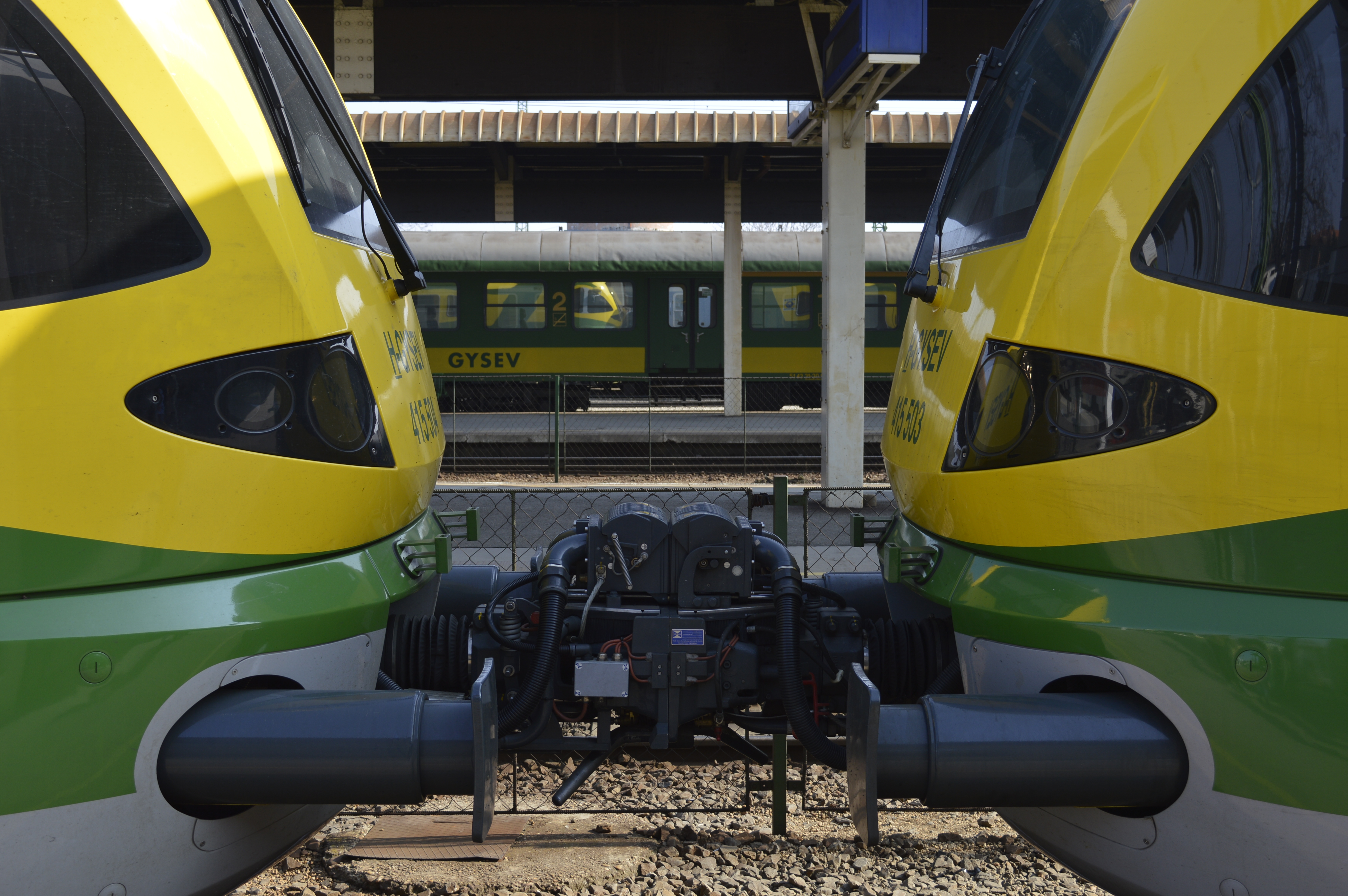
最大3編成まで総括制御による連結運転も可能である

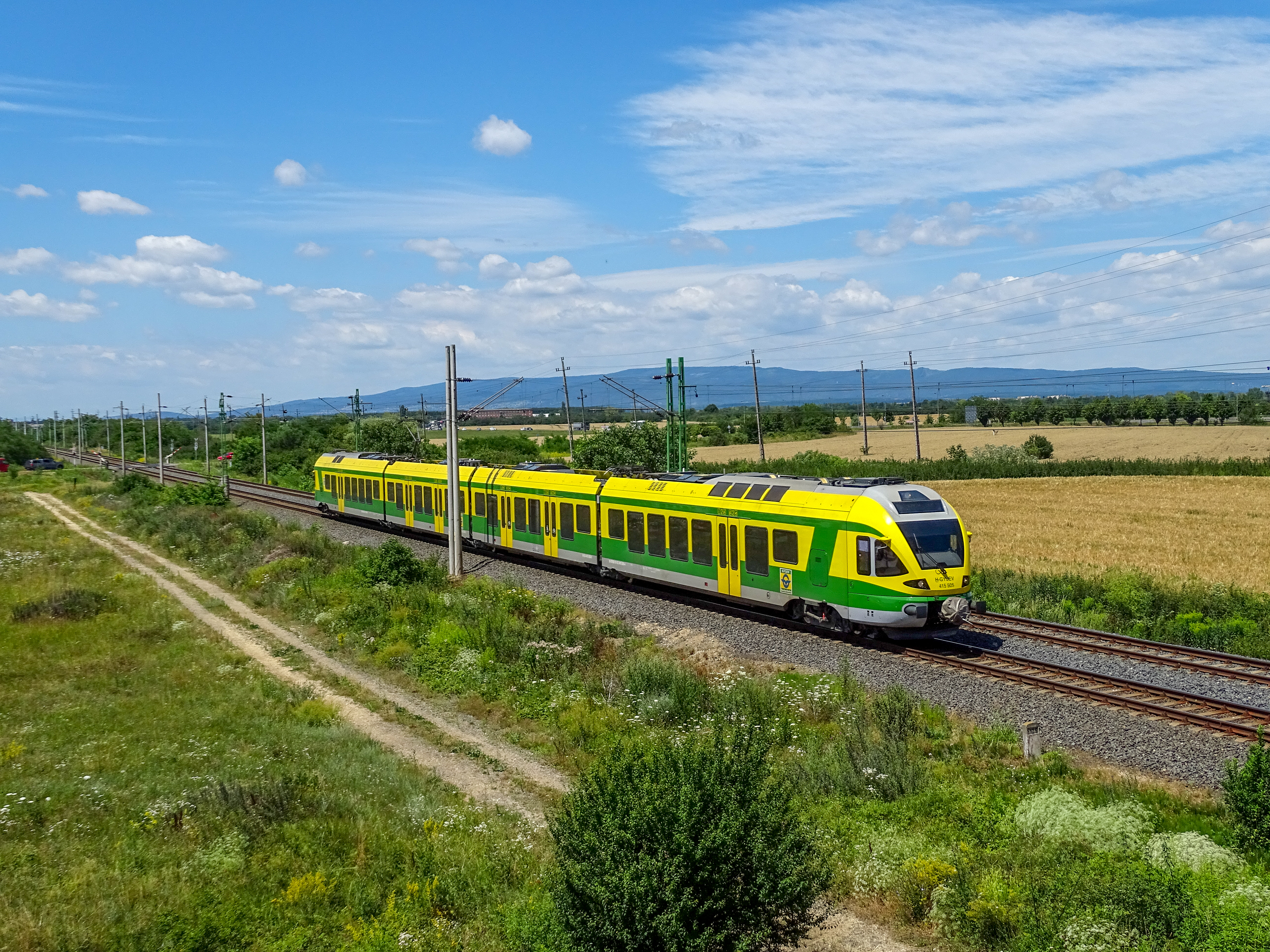
営業運転中の415形（2020年撮影）
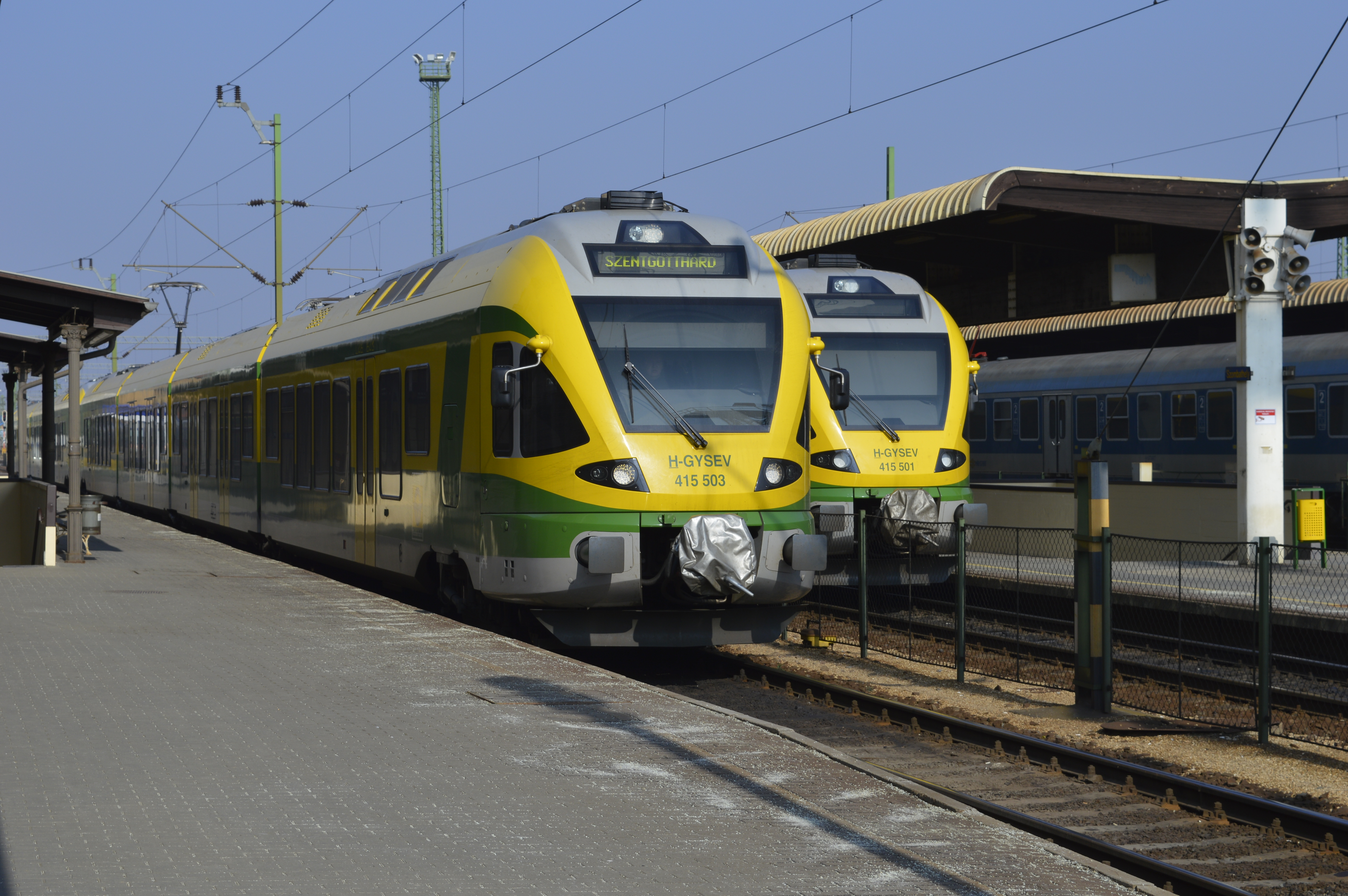
駅に停車する415形（2015年撮影）
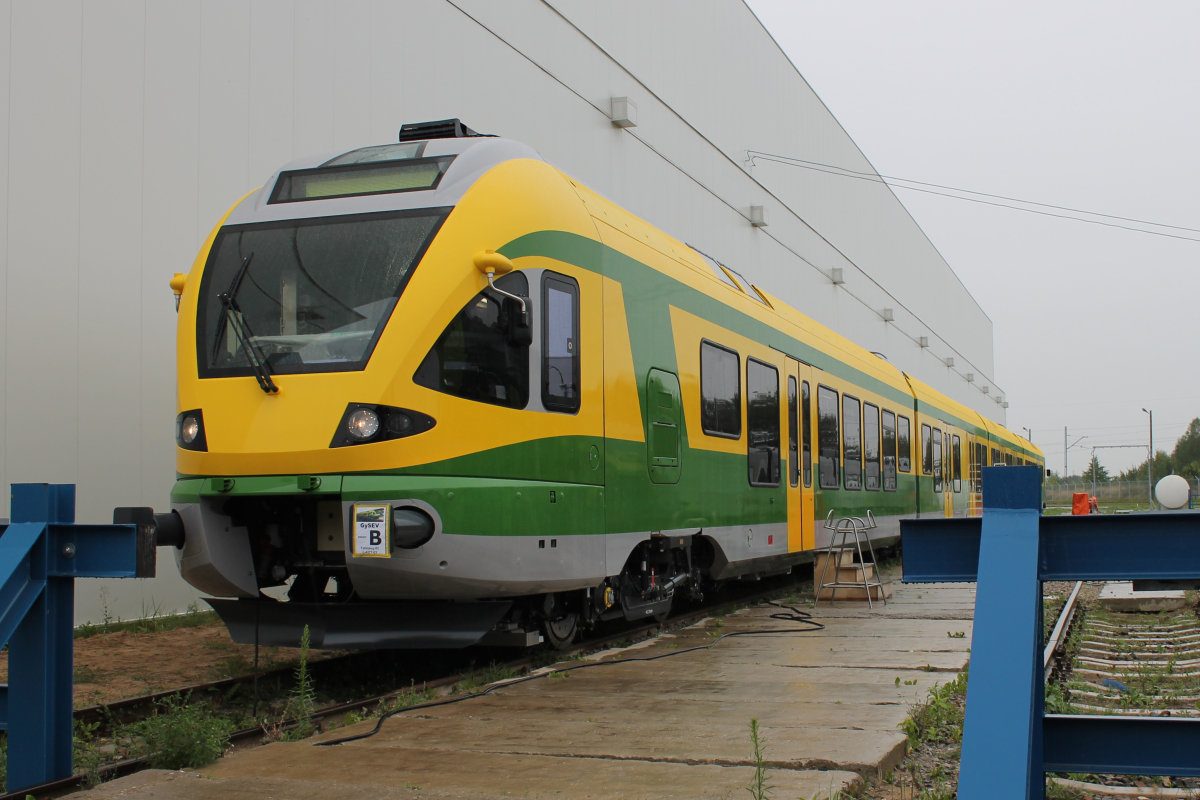
シュタッドラー・レールの工場で待機する415形（2014年撮影）

## 435形
欧州連合からの支援を受け、2016年9月にシュタッドラー・レールとGySEVとの間に締結された契約に基づき製造された形式。415形を含む従来の「FLIRT」から設計変更が行われた「FLIRT 3」と呼ばれる車種で、欧州連合において新たに制定された鉄道車両の安全基準「EN 15227」を満たした構造となっているのが特徴である。編成は415形と同様の4車体連接車だが、全長は約2,800 mm延びた77,100 mmに変更されている。また、編成は地域間の短距離輸送に配慮した設計となっており、発車から39秒で営業最高速度である120 km/hに到達する性能を有している。車内には冷暖房双方に対応した空調が完備されている他、充電用のソケットが各座席に設置されている。
2018年から営業運転を開始しており、2024年時点で10編成（435 501 - 510）が在籍する。営業運転時は415形との連結運用も可能である。

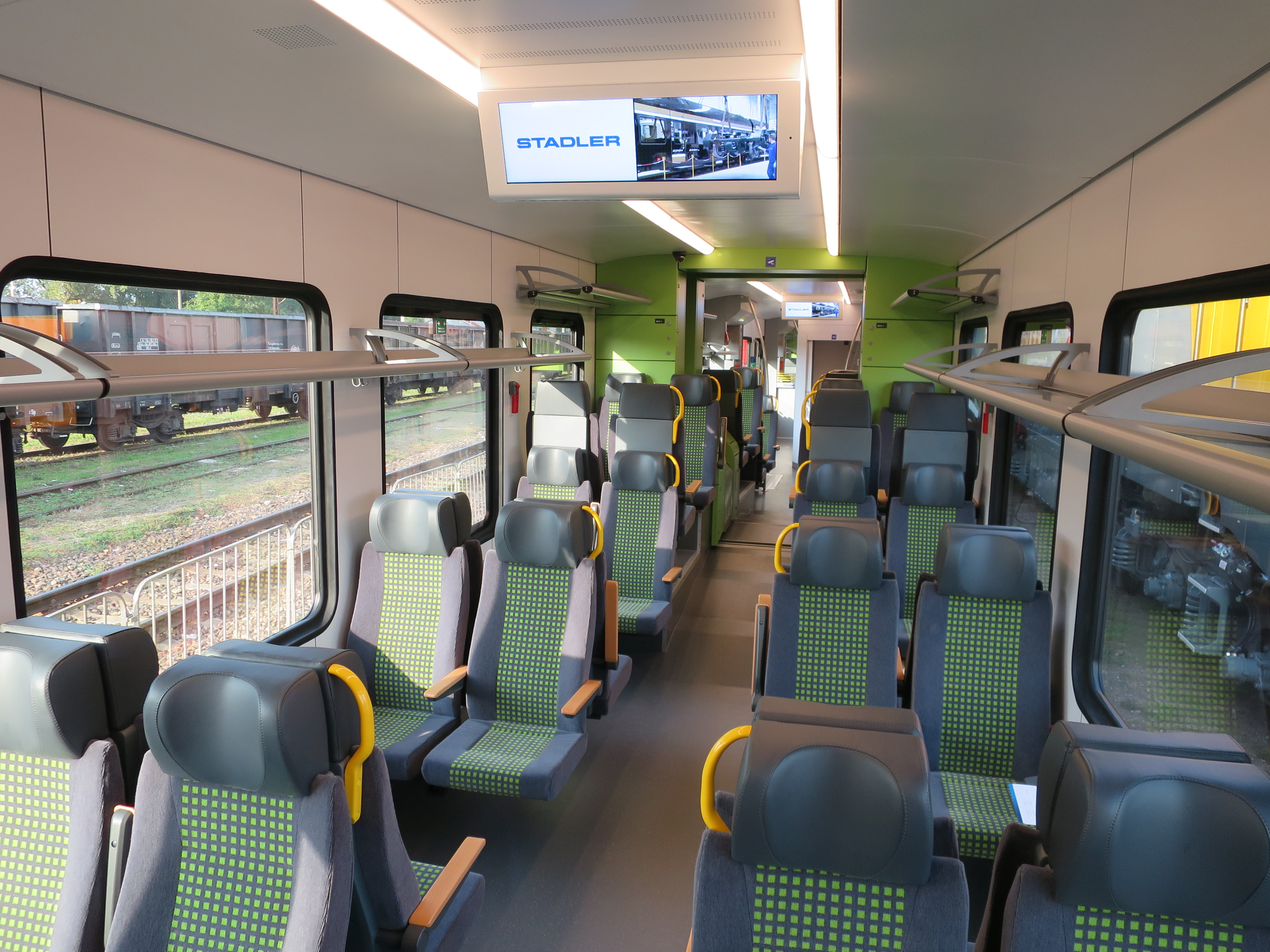
車内
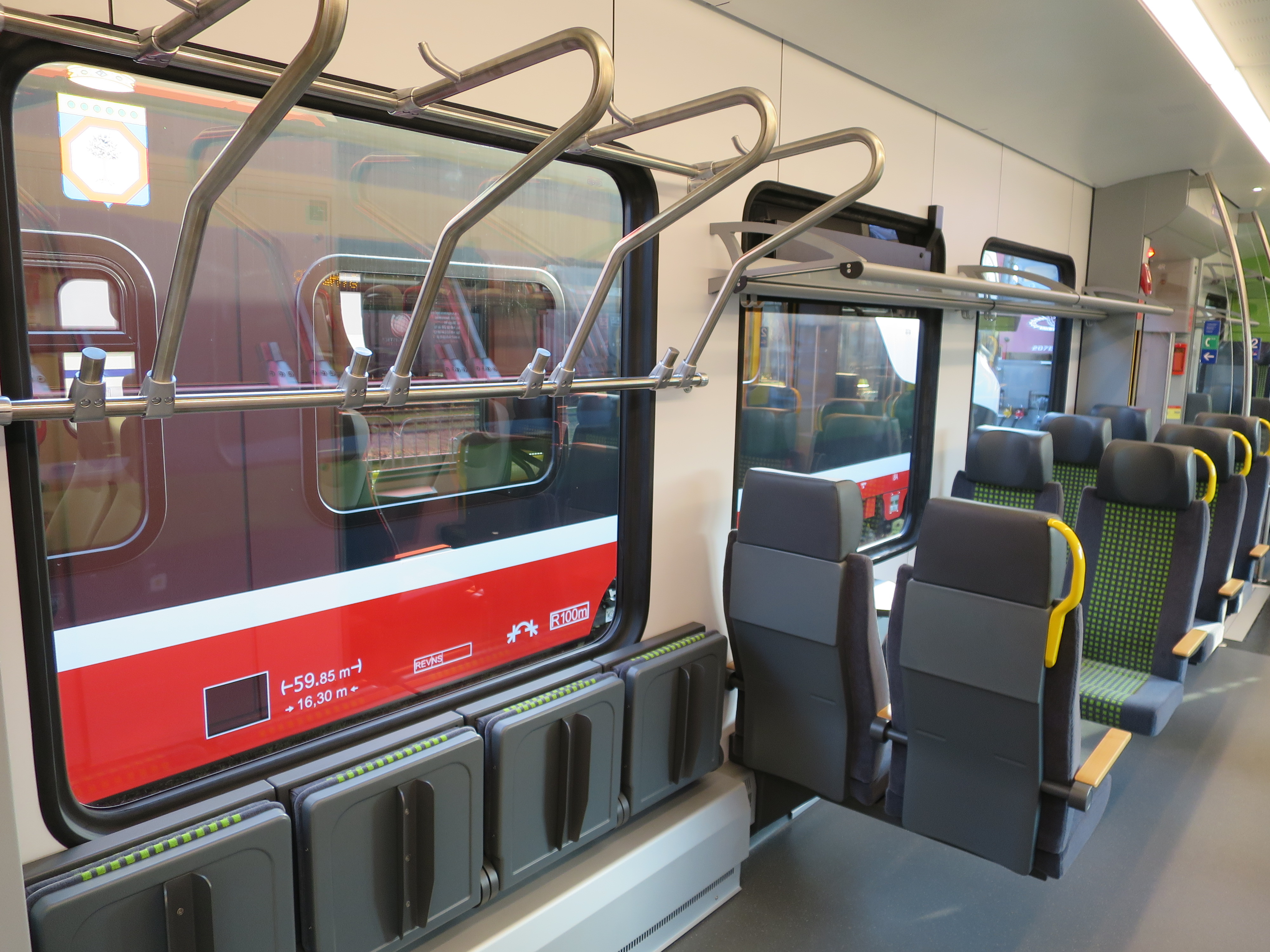
折り畳み座席
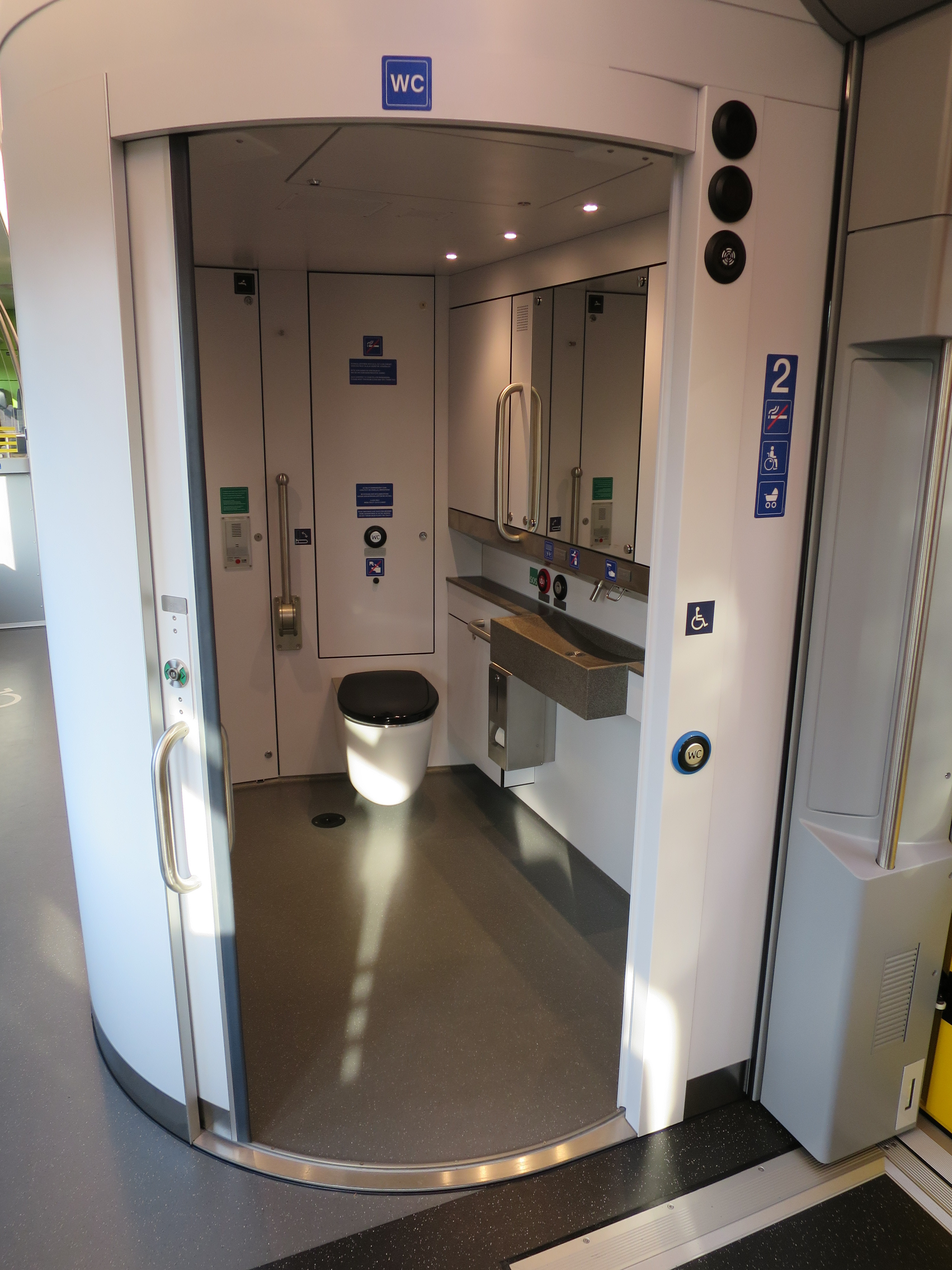
バリアフリーに適した多目的トイレ
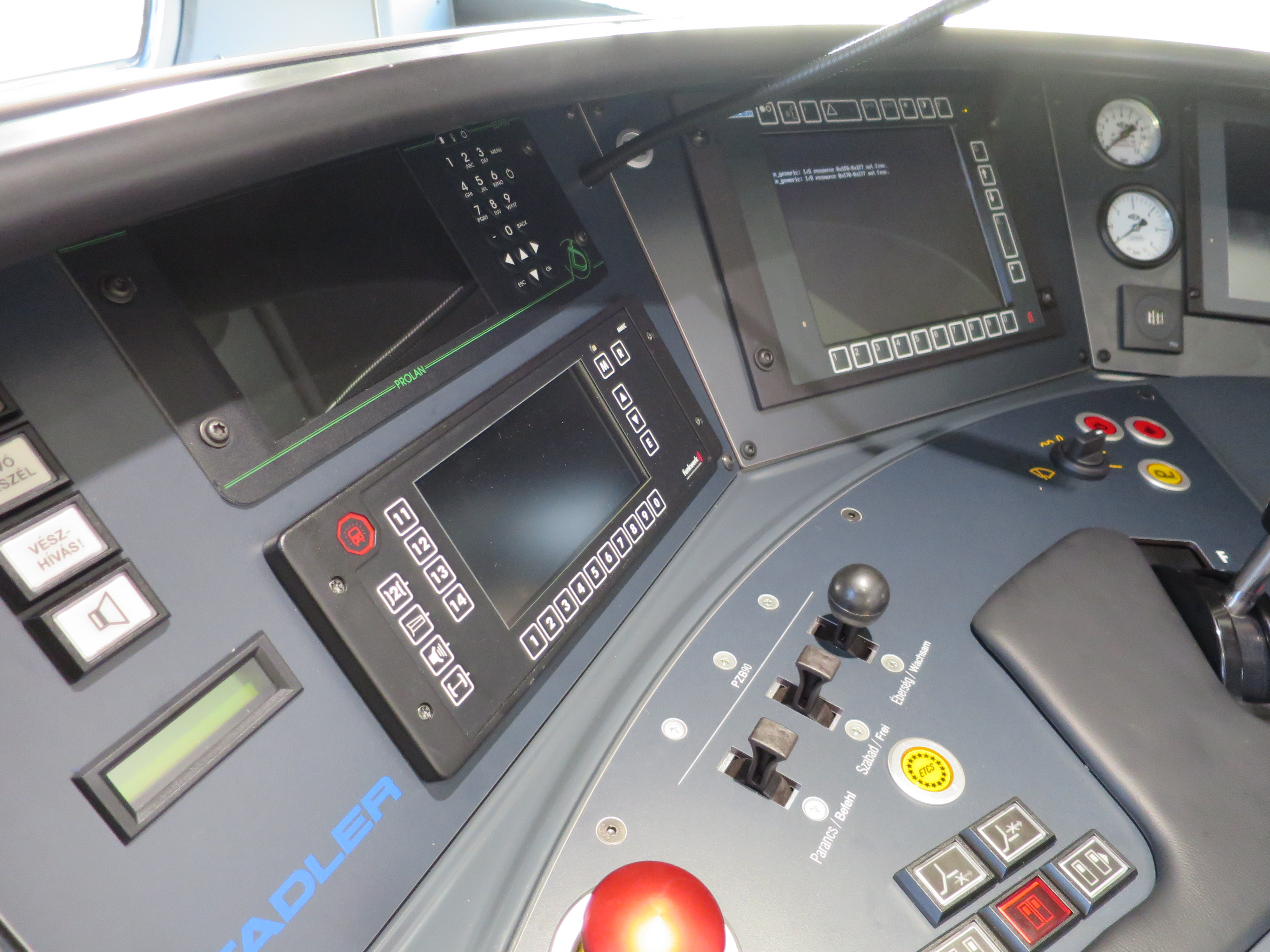
運転台

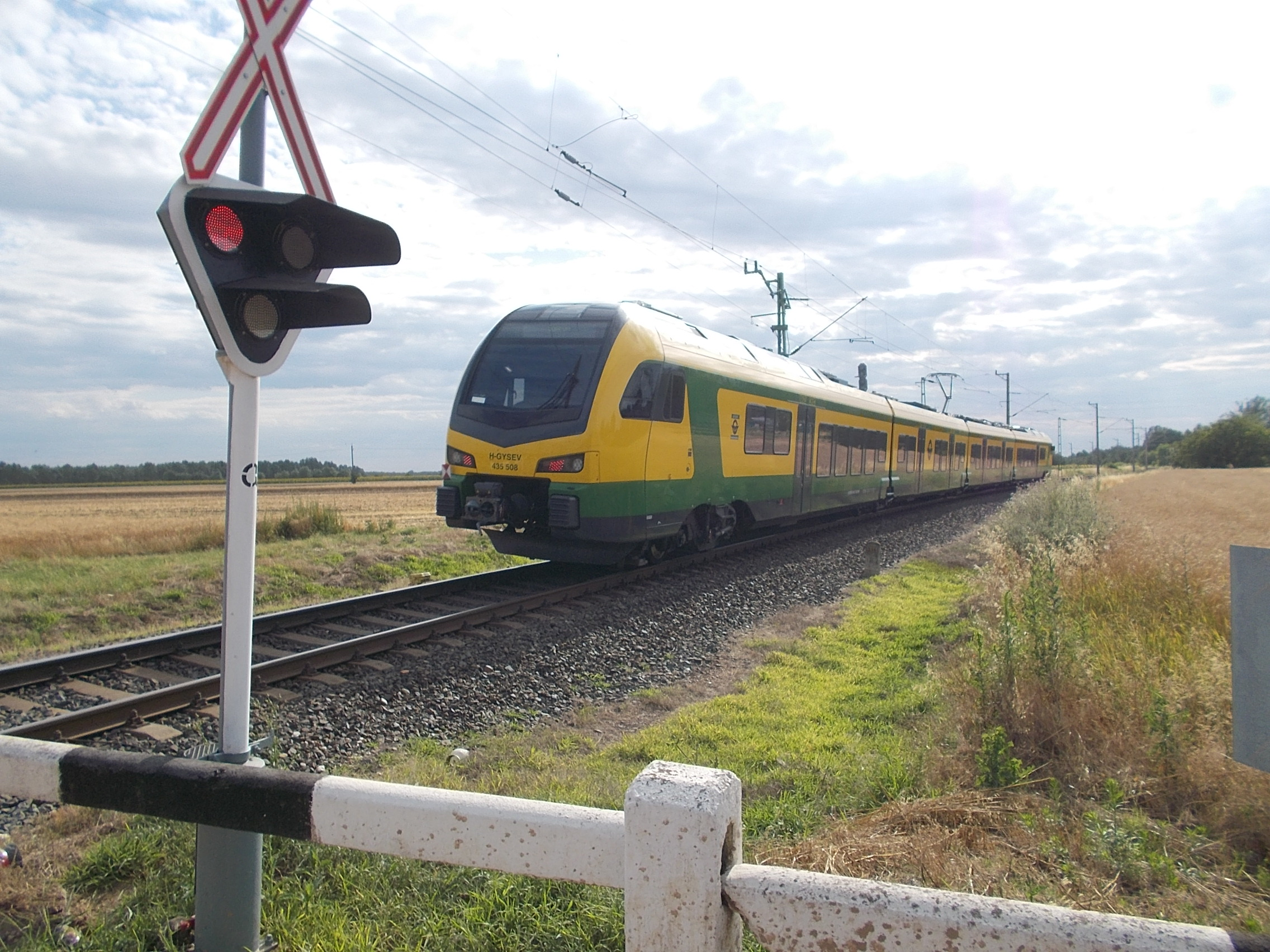
営業運転中の435形（2019年撮影）
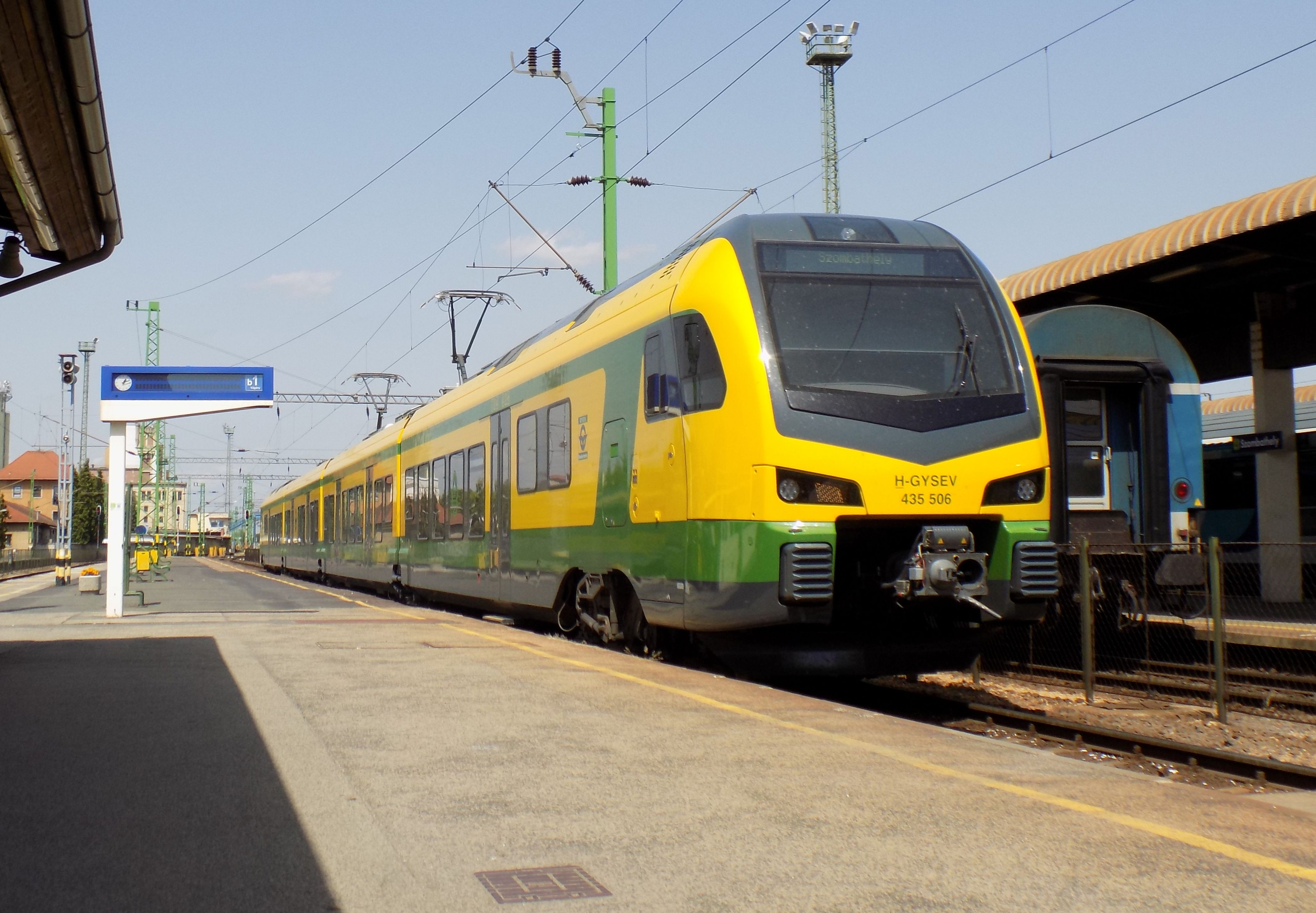
駅に停車する435形（2019年撮影）

## 関連項目

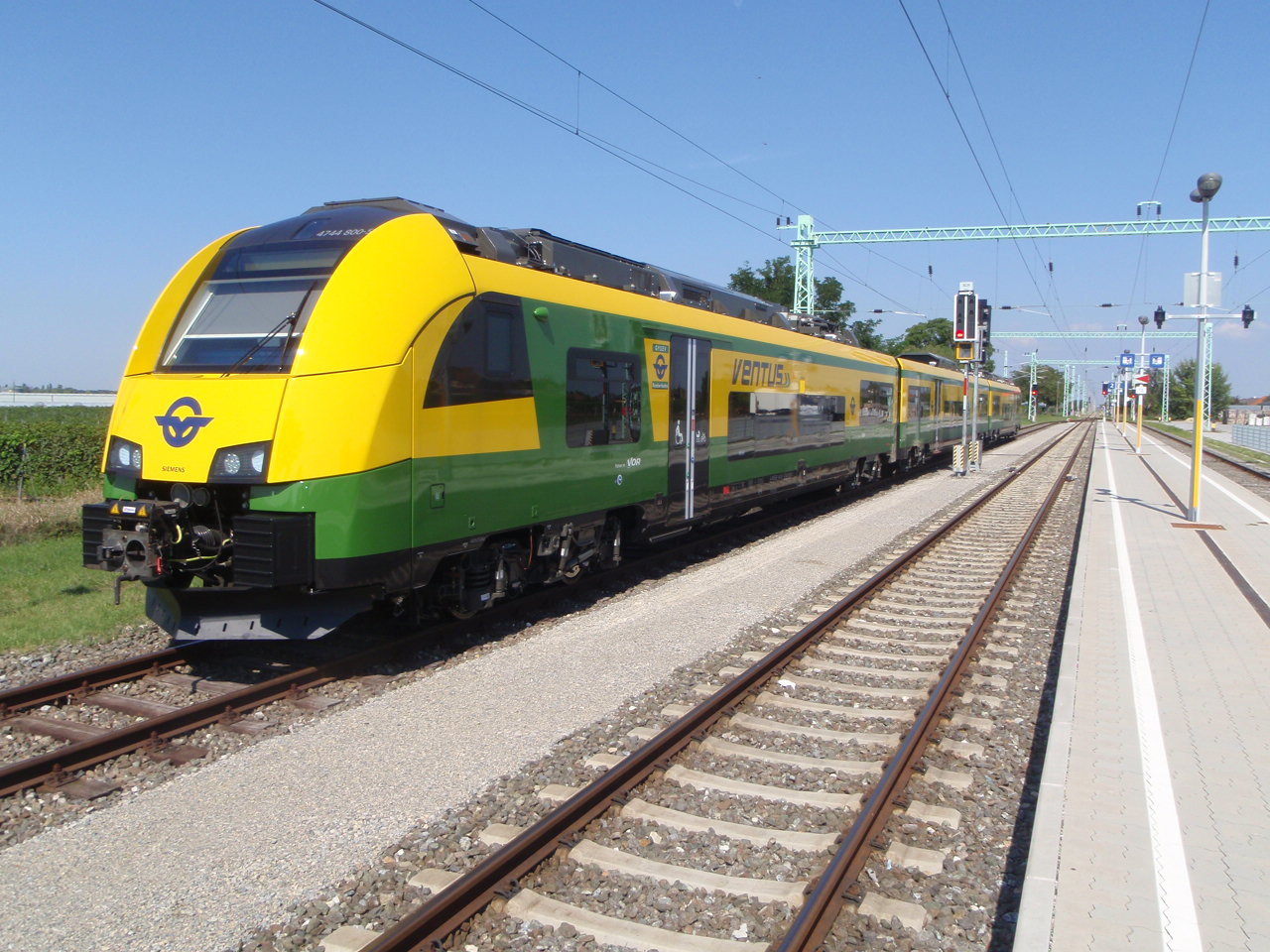
デジロML（4744形）（2016年撮影）

## 今後の予定
2024年3月、シュタッドラー・レールとGySEVはショプロン - ブダペスト、ソンバトヘイ - ブダペスト間の長距離系統用に、新たにFLIRTの発注を実施した。5車体連接式の交流15,000 Vと25,000 V双方に対応した複電圧式車両で、オーストリアの路線への乗り入れも視野に入れた構造となっている。車内は夏季と冬季、それぞれの需要に応じて座席配置を変更する事が出来、一部の座席を撤去して自転車を搭載する事もできる。また、長距離利用の乗客向けに食品や飲料の自動販売機やイートインスペースも設置される。
当初は9編成が注文され、9月にもオプション権を行使して2編成の追加発注が行われた。これら11編成は2027年からの営業運転開始を予定している。